# Hospital Comarcal de Inca
El Hospital Comarcal de Inca es un hospital general de agudos situado en la ciudad de Inca (Mallorca) en la comunidad autónoma de las Islas Baleares, España. El centro, que fue inaugurado el 26 de febrero de 2007, cuenta con 165 camas instaladas, 5 quirófanos, 1 sala destinada a cirugía menor ambulatoria, 29 locales de consultas externas, 11 salas de radiodiagnóstico entre otras dependencias y una superficie total construida aproximada de 25.000 m². Las principales vías de acceso al hospital son la autovía Ma-13 por salida 27 y la línea de autobús que une, cada 30 minutos, el centro de la ciudad de Inca y el hospital con un bus-lanzadera. En 2021 se efectuan una obras de ampliación del edificio para aumentar la capacidad de camas de UCI y separar el servicio de Urgencias en Adultos e Infantil.

## Área de influencia
El área de influencia del hospital, dentro del ordenamiento territorial de la sanidad pública en las Islas Baleares, comprende 6 zonas básicas de salud (ZBS): ZBS del Blanquer, ZBS del Pla, ZBS de Torrente de San Miguel, ZBS de Marines, ZBS de Alcudia y ZBS de Pollensa. Estas zonas de salud forman parte del sector sanitario de Inca, dentro del área de salud de Mallorca. Los núcleos principales de población, entre otros, situados en el área de influencia del hospital son: Inca, Binisalem, Sinéu, La Puebla, Muro, Alcudia y Pollensa. La población de cobertura del hospital, a julio de 2017, asciende a 124.626 personas.
(El área sanitaria de Binisalem pasó de nuevo al Hospital de Son Llàtzer debido a la saturación del Hospital Comarcal de Inca)

## Cartera de servicios
| Área médica - Aparato digestivo - Cardiología - Endocrinología - Medicina interna - Nefrología - Neumología - Obstetricia - Oncología - Pediatría - Psiquiatría - Rehabilitación |  | Área quirúrgica - Anestesiología y reanimación - Cirugía general y digestiva - Dermatología - Ginecología - Oftamología - Otorrinolaringología - Traumatología - Urología |  | Área de urgencias y críticos - Medicina intensiva - Urgencias |  | Área de servicios centrales - Análisis clínicos - Anatomía patológica - Farmacia - Radiología |